# Nadzikambia baylissi
Nadzikambia baylissi là một loài thằn lằn trong họ Chamaeleonidae. Loài này được Branch & Tolley mô tả khoa học đầu tiên năm 2010.